# Micro-région de Mórahalom
La micro-région de Mórahalom (en hongrois : mórahalomi kistérség) est une micro-région statistique hongroise rassemblant plusieurs localités autour de Mórahalom.